# Elysium (zespół muzyczny)
Elysium – polski zespół deathmetalowy założony wiosną 1996 roku we Wrocławiu. Od 2006 roku brak jest doniesień o działalności zespołu.

## Historia

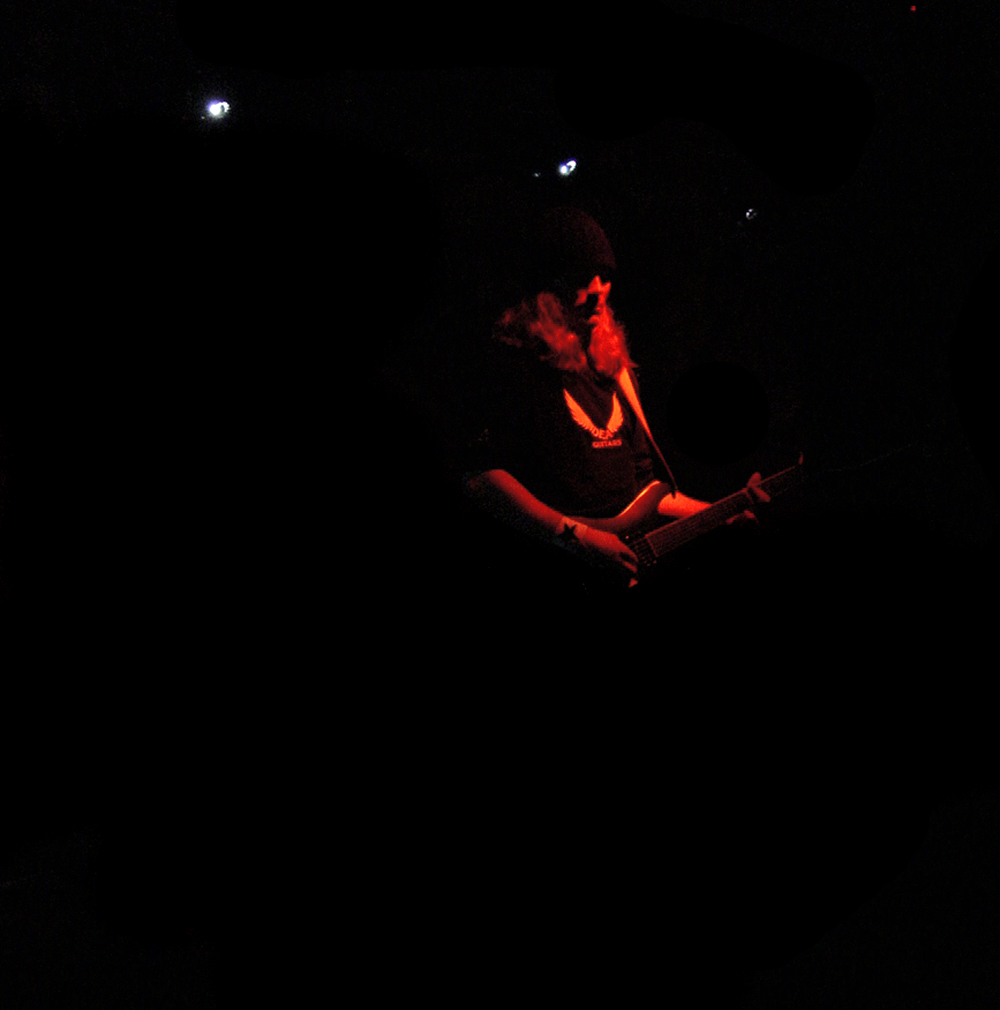
Michał Włosik podczas koncertu we wrocławskim klubie Madness 20 stycznia 2006 roku

Po uformowaniu pierwszego składu (Maciej Miskiewicz – śpiew, Michał Maryniak – gitara, Marcin Maryniak – gitara basowa, Mariusz Bogacz – perkusja, Tomasz Kochaniec – keyboard) zespół nagrywa swoje pierwsze demo. W kwietniu 1997 w Podkowie Leśnej kończą się nagrania do pierwszego albumu zatytułowanego Sunset. Z powodu braku zainteresowania albumem ze strony wydawców płyta zostaje wydana ze środków członków zespołu. 750 kopii sprzedanych zostaje w dziesięciu krajach w Europie, a grupa zyskuje uznanie czytelników branżowych zinów.
W styczniu 1998 roku zespół opuszcza Marcin Maryniak. Po kilku miesiącach do składu dołącza nowy basista – Roman Feleczyński. Jesienią 1998, tuż przed rozpoczęciem kolejnej sesji nagraniowej, zespół opuszcza Tomasz Kochaniec.
Nagrania do albumu Dreamlands trwają trzy tygodnie. Gościnnie na płycie gra Piotr Dorotniak z zespołu Moonshadows (keyboard), a w studio MANEK w Sanoku nad nagraniem czuwa Arek „Malta” Malczewski.
Skład zespołu w 1999 roku: Maciej Miskiewicz (śpiew), Michał Maryniak (gitara), Jakub Jasiuc (gitara), Roman Felczyński (gitara basowa), Mariusz Bogacz (perkusja)
Po wydaniu płyty przez Morbid Noizz Productions w lutym 2000, album zyskuje pozytywne opinie w zinach branżowych i prasie fachowej (ocena Thrash’em All – 10/12). Po ukazaniu się albumu Elysium koncertuje m.in. z Christ Agony, Lux Occulta, Behemoth, Trauma i Neolith. Dreamlands ukazuje się w Europie nakładem wytwórni Black Mark Productions, a prestiżowy magazyn Rock Hard wystawia mu ocenę 7/10.
Po sukcesie drugiej płyty w składzie zespołu zachodzą zmiany. Wiosną 2000 roku z zespołu odchodzi Mariusz Bogacz, a na jego miejsce trafia Maciej Oryl. Kuba Jasic zostaje zastąpiony przez Bartka Nowaka, byłego gitarzystę Vassago i Numena. Latem 2000 roku Elysium koncertuje u boku Vadera, Behemotha i Yattering.
W sierpniu 2001 roku po fiasku rozmów z Morbid Noizz na temat sfinansowania sesji nagraniowej drugiego albumu, zespół podpisuje trzypłytowy kontrakt z Metal Mind Productions. Tuż przed nagraniami do zespołu dołączył nowy klawiszowiec Rafał Borowiec, który wkrótce po nich opuścił zespół. Jeszcze w tym samym miesiącu zespół rozpoczyna sesję drugiego albumu Eclypse. W grudniu 2002 roku album trafia do sklepów.
W czerwcu 2002 zespół rusza na pierwszą w swojej historii trasę koncertową u boku Vader, Hate i Azarath. W ramach trasy zespół odwiedza 8 największych polskich miast. Tuż przed trasą koncertową zespół opuszcza Bartek Nowak. Jego następcą zostaje Michał Włosik. Jesień i zima 2002 to okres przygotowań do nagrania trzeciej płyty zespołu.
W lutym 2003 roku zespół wchodzi do studia Tower we Wrocławiu, gdzie powstał album Feedback. Koncertowa premiera nowego materiału ma miejsce podczas festiwalu Metalmania 2003 w katowickim Spodku, gdzie Elysium gra jako headliner małej sceny. Wkrótce z zespołem rozstają się: Michał Maryniak, Maciej Oryl i Roman Felczyński.
Jesienią 2003 rozpoczyna się kompletowanie nowego składu. Po kilku tygodniach zespół wzmacnia Paweł Ulatowski (perkusja) i Paweł Michałowski (gitara basowa). Wtedy też pełną parą ruszyły prace nad nowym materiałem.
Zespół wraca do studio w kwietniu 2004 roku po podpisaniu trzypłytowego kontraktu z Metal Mind Productions. W lubelskim Hendrix Studio nagrany zostaje czwarty album – Deadline.
Skład zespołu w 2004 roku: Maciej Miskiewicz (śpiew), Michał Włosik (gitara), Tomasz Wawryk (gitara), Paweł Michałowski (gitara basowa), Paweł Ulatowski (perkusja).
Po kolejnej zmianie wytwórni (na Empire Records) w lutym 2005 rozpoczynają się prace nad nowym albumem Godfather, który nagrany zostaje ponownie w Hendrix Studio w lipcu 2005. Album ukazuje się w grudniu 2005 r.

## Dyskografia
- Sunset (1997, demo, wydanie własne)
- Dreamlands (2000, Morbid Noizz, Black Mark)
- Eclipse (2001, Metal Mind Productions)
- Feedback (2003, Metal Mind Productions)
- Deadline (2004, Metal Mind Productions)
- Godfather (2005, Empire Records)